# Єнбек (Талдикорганська міська адміністрація)
Єнбе́к (каз. Еңбек) — село у складі Талдикорганської міської адміністрації Жетисуської області Казахстану. Входить до складу Отенайського сільського округу.
Населення — 2494 особи (2021; 1710 у 2009, 1477 у 1999, 1264 у 1989).